# Geobukseon

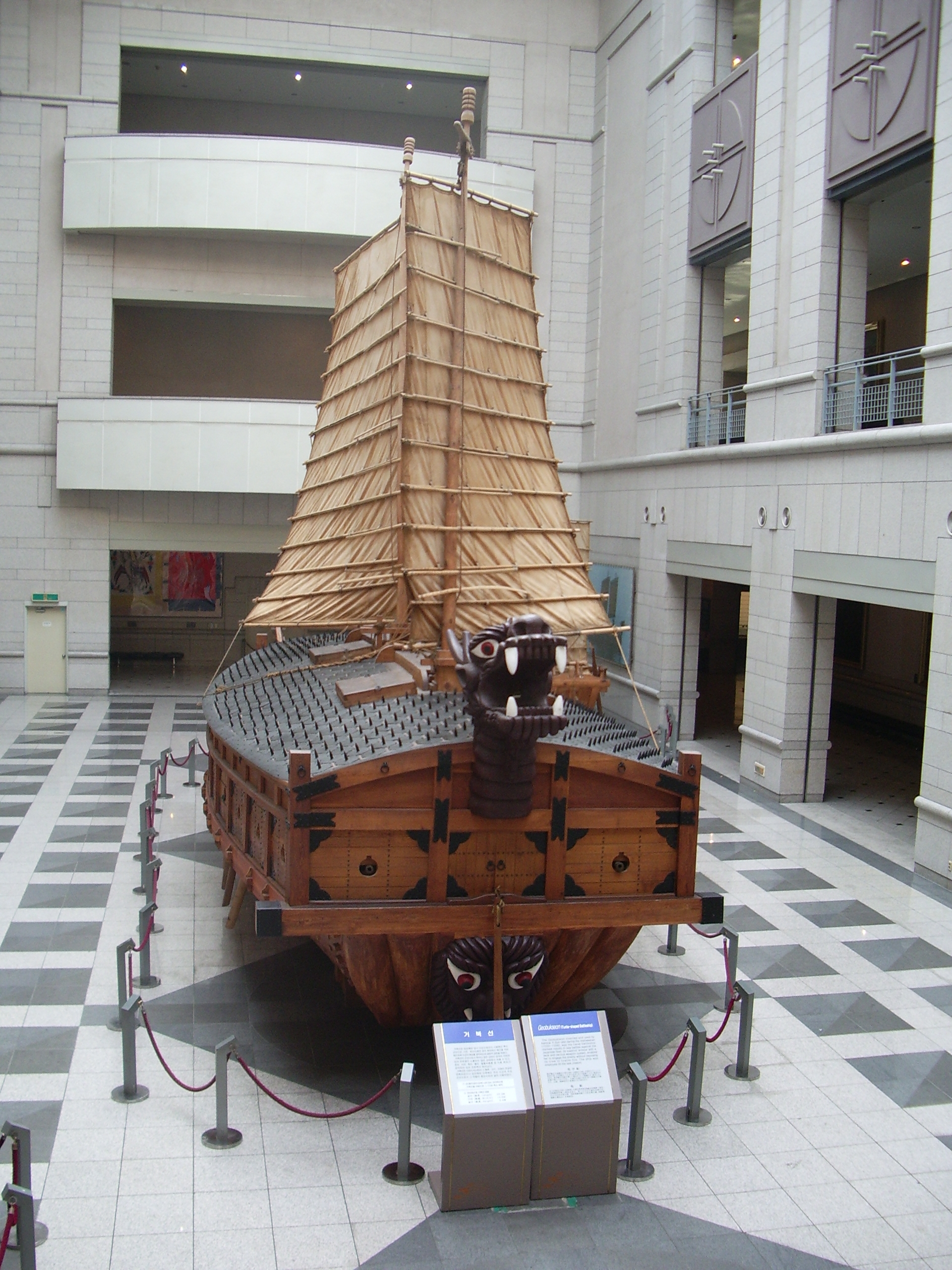
Een replica van een geobukseon in het oorlogsmuseum in Seoel

Geobukseon is een type oorlogsschip dat gebruikt werd in Korea tijdens de Joseondynastie. Het schip behoorde tot de zogenaamde Panokseon-klasse. Het schip werd actief ingezet tussen de 15de en de 18de eeuw.
De naam van het schip betekent letterlijk schildpadboot, een naam die het te danken heeft aan het schild waarmee het bovendek bijna geheel werd overspannen.
Hoewel de geobukseon het meest beroemde oorlogsschip is uit de Koreaanse geschiedenis, het hielp de Koreanen veel zeeslagen te winnen tijdens de Japanse invasies van 1592 tot 1598, bleven de panokseon-schepen het meest gebruikte type.
Aan de beroemde Koreaanse admiraal Yi Sun-sin wordt het ontwerpen en bouwen van de geobukson toegeschreven. Zijn schildpadschepen waren ten minste voorzien van vijf verschillende kanonnen tijdens de zeeslagen tegen de Japanners. De schepen van admiraal Yi Sun-sin waren voorzien van een gepantserd dek met scherpe spitsen.

## Moderne schildpadschepen

### Replica's
Geobukseon zijn gereconstrueerd voor commerciële en academische doelen. Het Keobukseon Research Center (거북선연구원), een commercieel bedrijf, heeft veel onderzoek gedaan naar het originele ontwerp van de schildpadschepen. Diverse schepen werden door hun gebouwd voor commercieel gebruik. Ze werden bijvoorbeeld gebruik in Koreaanse historische soaps zoals; The Immortal Admiral Yi Sun-shin (불멸의 이순신).
Diverse musea hebben schildpadschepen in hun collectie die door bezoekers bezocht kunnen worden. In de stad Yeosu ligt een schildpadschip met een schaal 1-op-1 aangemeerd in de haven, ook deze kan bezichtigd worden.
Schaalmodellen van de geobukseon vormen populaire Koreaanse souvenirs.

### In computerspellen
In het computerspel Age of Empires II: The Conquerors kan de speler gebruikmaken van admiraal Yi Sun-sin en zijn geobukseon. Het is de bedoeling om de Japanse marine te verslaan die Korea probeert binnen te vallen. In dit spel komen de schepen niet overeen met de werkelijkheid. De schepen zijn hier langzaam en de kanonskogels komen uit de drakenkop. In werkelijkheid waren de schepen erg snel en de kanonskogels kwamen uit de zijkant. De drakenkop zorgt voor gas. De makers van het spel hebben dit gedaan omdat de schepen anders veel te sterk waren.
In het spel Pirates Constructible Strategy Game zijn een groot aantal schildpadschepen te vinden.